# Gerald Logan
Gerald Logan (ur. 29 grudnia 1879 w Londynie, zm. 29 kwietnia 1951 w Folkestone) – angielski hokeista na trawie. Złoty medalista olimpijski z Londynu (1908).
Uczęszczał do Kingston Grammar School. Jednym z jego tamtejszych kolegów był Stanley Shoveller, który także był członkiem angielskiego zespołu w 1908. Dobrze się rozumieli, gdyż grali ze sobą w szkole (Logan grał tam zwykle na prawym środku), a także w klubach hokejowych (Hampstead H.C. a później Surrey Hockey Club).
Obaj, jako zawodnicy tego drugiego, zostali powołani na igrzyska w Londynie w 1908. Logan wystąpił we wszystkich trzech meczach (grał jako napastnik); w meczu pierwszej rundy, który został rozegrany 29 października 1908, reprezentacja Anglii pokonała Francję 10–1 (strzelił dwa gole). Następnego dnia, Anglia pokonała w półfinale Szkocję 6–1 (strzelec jednego gola). W meczu o złoto (który odbył się 31 października), angielska drużyna pokonała ekipę z Irlandii 8–1 (Logan strzelił ponownie dwa gole), a tym samym razem z kolegami z drużyny, zdobył złoty medal olimpijski (medale zdobyły wszystkie cztery drużyny z Wielkiej Brytanii (Anglia, Irlandia, Szkocja i Walia), jednak wszystkie przypisywane są Zjednoczonemu Królestwu). Jego kolega Shoveller, zdobył aż siedem goli. Strzelone gole przez nich obydwóch, stanowiły połowę wszystkich goli zdobytych przez Anglików na igrzyskach (łącznie strzelili 12 goli, podczas gdy cały zespół 24 bramki).
Do 1909 roku, rozegrał dla reprezentacji Anglii 9 spotkań. W tymże roku, wyemigrował z Anglii, jednak później do niej powrócił. Zmarł w 1951 roku w Folkestone.